# Елвуд (Канзас)
Елвуд (англ. Elwood) — місто (англ. city) в США, в окрузі Доніфан штату Канзас. Населення — 1125 осіб (2020).

## Географія
Елвуд розташований за координатами 39°45′13″ пн. ш. 94°53′3″ зх. д. / 39.75361° пн. ш. 94.88417° зх. д. (39.753621, -94.884300).  За даними Бюро перепису населення США в 2010 році місто мало площу 8,29 км², з яких 8,28 км² — суходіл та 0,00 км² — водойми. В 2017 році площа становила 7,54 км², з яких 7,54 км² — суходіл та 0,00 км² — водойми.

## Демографія
Згідно з переписом 2010 року, у місті мешкали 1224 особи в 498 домогосподарствах у складі 331 родини. Густота населення становила 148 осіб/км².  Було 533 помешкання (64/км²).
Расовий склад населення:
| - 87,1 % — білих - 6,7 % — чорних або афроамериканців - 0,9 % — корінних американців - 0,2 % — азіатів - 1,0 % — осіб інших рас |

До двох чи більше рас належало 4,2 %. Частка іспаномовних становила 4,4 % від усіх жителів.
За віковим діапазоном населення розподілялося таким чином: 25,1 % — особи молодші 18 років, 62,0 % — особи у віці 18—64 років, 12,9 % — особи у віці 65 років та старші. Медіана віку мешканця становила 36,7 року. На 100 осіб жіночої статі у місті припадало 100,3 чоловіків;  на 100 жінок у віці від 18 років та старших — 93,9 чоловіків також старших 18 років.
Середній дохід на одне домашнє господарство  становив 42 121 долар США (медіана — 35 500), а середній дохід на одну сім'ю — 44 535 доларів (медіана — 39 464). Медіана доходів становила 37 629 доларів для чоловіків та 32 422 долари для жінок. За межею бідності перебувало 20,7 % осіб, у тому числі 36,9 % дітей у віці до 18 років та 10,0 % осіб у віці 65 років та старших.
Цивільне працевлаштоване населення становило 455 осіб. Основні галузі зайнятості: освіта, охорона здоров'я та соціальна допомога — 24,8 %, виробництво — 23,1 %, роздрібна торгівля — 8,8 %, транспорт — 7,7 %.